# روبيرتو ستيلو
روبيرتو ستيلو (15 مارس 1991 بميسيساغا في كندا - ) هو لاعب كرة قدم كندي في مركز حراسة المرمى. شارك مع منتخب كندا تحت 20 سنة لكرة القدم ومنتخب كندا لكرة القدم. أما مع النوادي، فقد لعب مع نادي بارما ونادي بيروجيا ونادي جنوى وValenzana Mado ‏ وPaganese Calcio 1926 ‏.

## وصلات خارجية
- روبيرتو ستيلو على موقع قاعدة بيانات كرة القدم.إي يو (الإنجليزية)
- روبيرتو ستيلو على موقع Soccerway.com (الإنجليزية)
- روبيرتو ستيلو على موقع AS.com (الإسبانية)